# Mahouka Koukou no Rettousei
Mahouka Koukou no Rettousei  (魔法科高校の劣等生), på svenska ”Den lågpresterande eleven i en magiskola”, är en japansk illustrerad romanserie skriven av Satou Tsutomu (佐島勤), med illustrationer av Ishida Kana (石田 可 奈), utgiven av ASCII Media Works under deras Dengeki Bunko-etikett. Romanen började som en nätroman-serialisering, i ”Let's Become a Novelist”, den 12 oktober 2008. Det är den andra nätromanen, efter Sword Art Online, som kom att bli kommersialiserad och publicerad av Dengeki, i juli 2011.
Romanen har senare blivit omarbetad till en manga av Hayashi Fumino, med Kitaumi Tsuna som tecknare. Mangan har publicerats av Square Enix i den japanska mangatidningen GFantasy.